# 프리스타일 스크립트

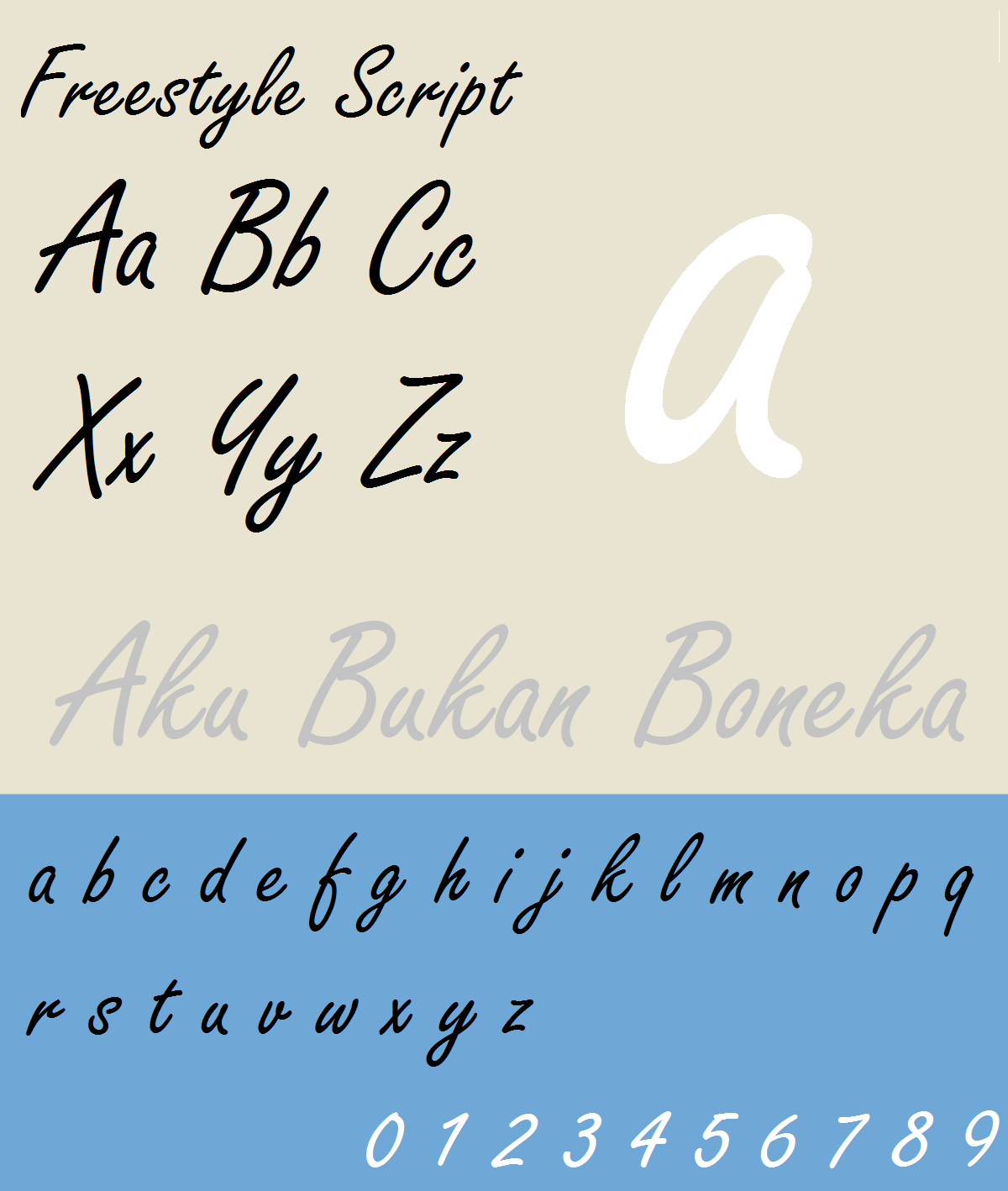

프리스타일 스크립트(Freestyle Script)는 콜린 브리널(Colin Brignall)이 1969년, 마틴 웨이트(Martin Wait)가 1981년에 디자인하고 레트라셋(Letraset)에서 제작한 비공식적인 스크립트 글꼴이다. 프리스타일 스크립트는 1980년대 광고, 생일 카드, 장식, 로고 등 다양한 용도로 널리 사용되었다. 굵은 글씨 버전은 1986년에 디자인되었다. 이 글꼴의 출판사는 어도비 (기업), ITC, 모노타입 이미징, 엘스너+플레이크(Elsner+Flake), 에셀테 코퍼레이션(Esselte Corporation, 1997년), 스캔그래픽 타입, 라이노타입, 이미지 클럽, 그리고 레트라셋이다. 이 글꼴은 Regular, Bold, LT, Plain, LET, EF, SB, SH, SH Reg Alt, SB Reg Alt 등 여러 버전이 있다. 프리스타일 스크립트는 필기체(Plain)의 경우 최대 78개 언어를, 기타 스타일(Regular, Bold, Alt 등)의 경우 최대 33개 언어를 지원한다. 프리스타일 스크립트의 키릴 문자 버전은 1993년에 개발되었으며, 라틴어 보충 문자로 구성되었다. 이 글꼴은 2000년부터 MyFonts에 포함되어 있다.

## 갤러리

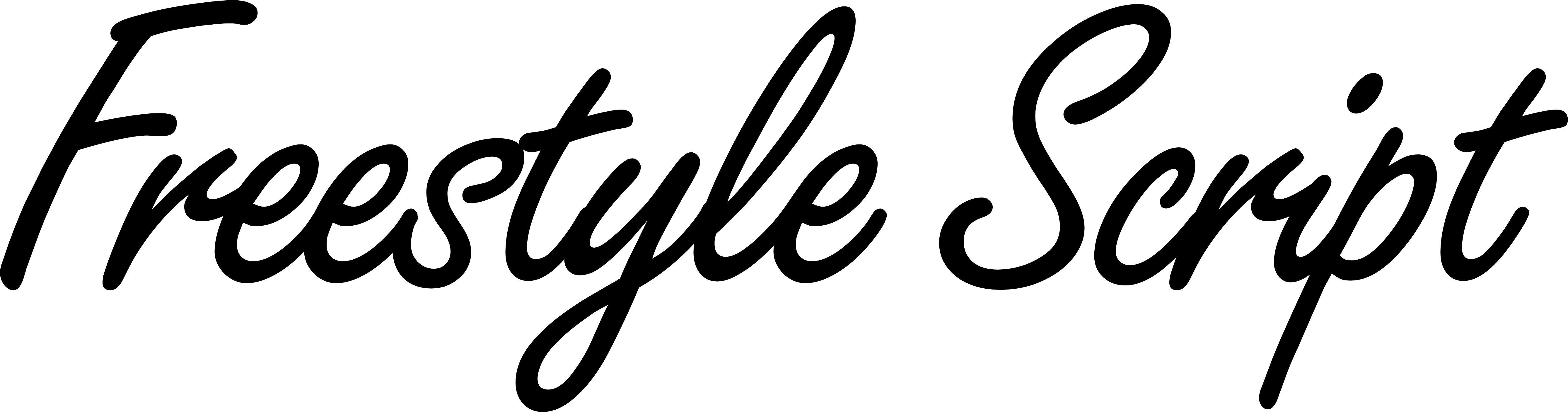
Freestyle Script Plain
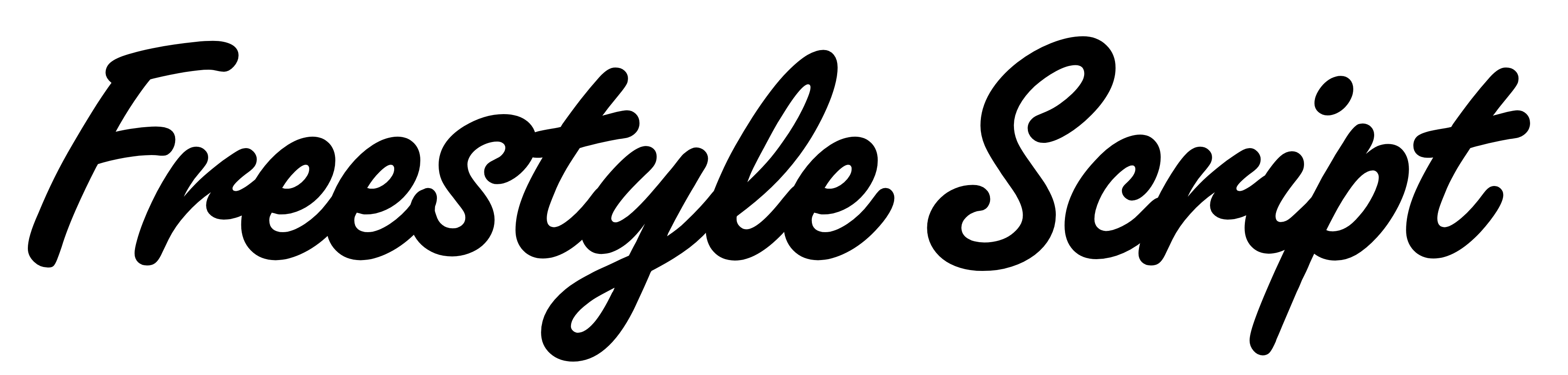
Freestyle Script Plain Bold
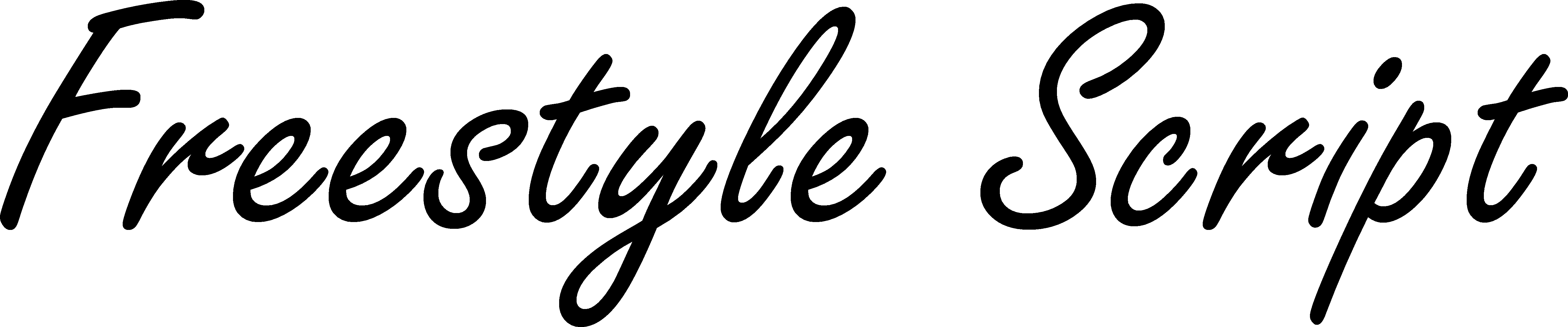
Freestyle Script Regular
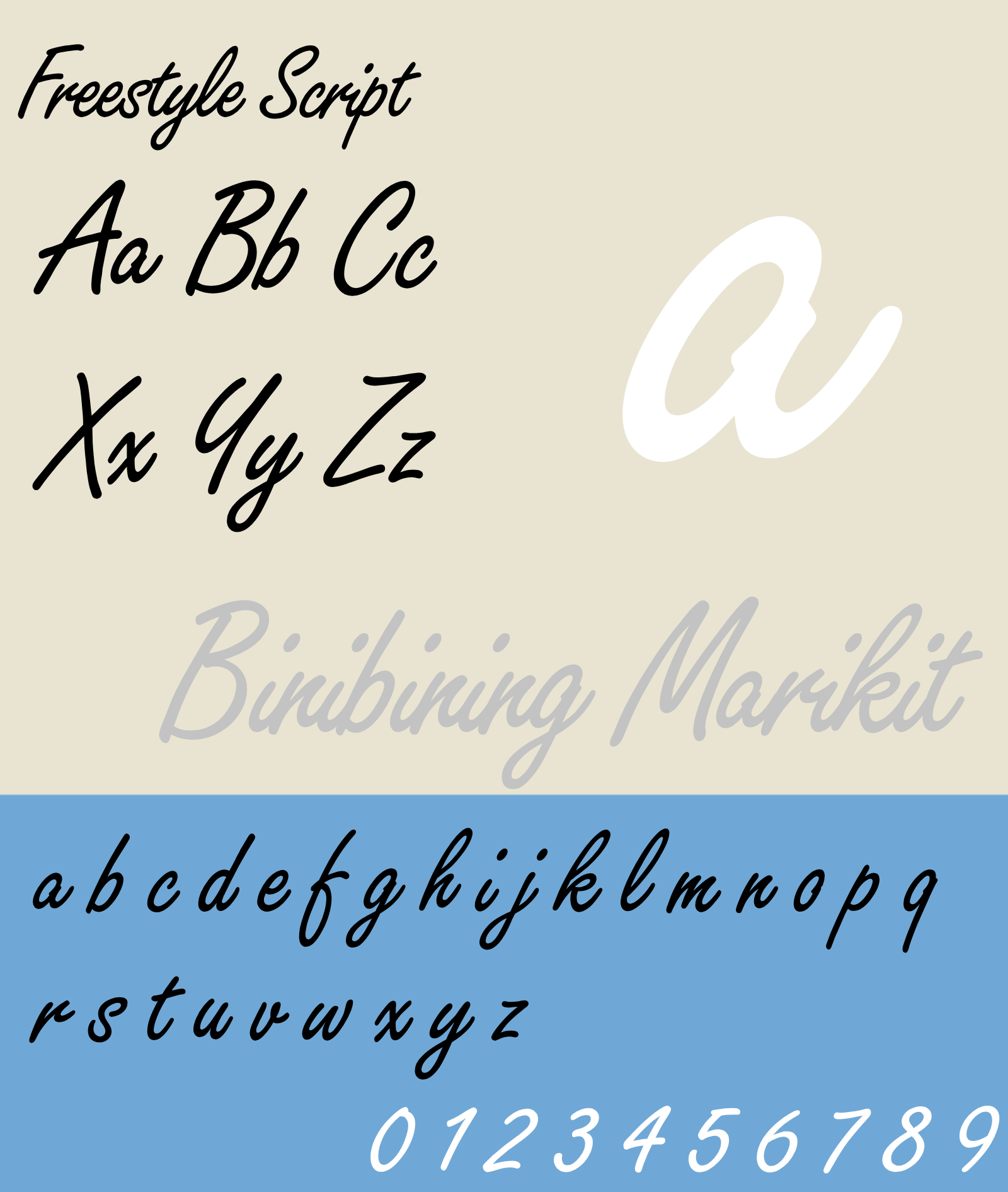
Freestyle Script Plain specimen
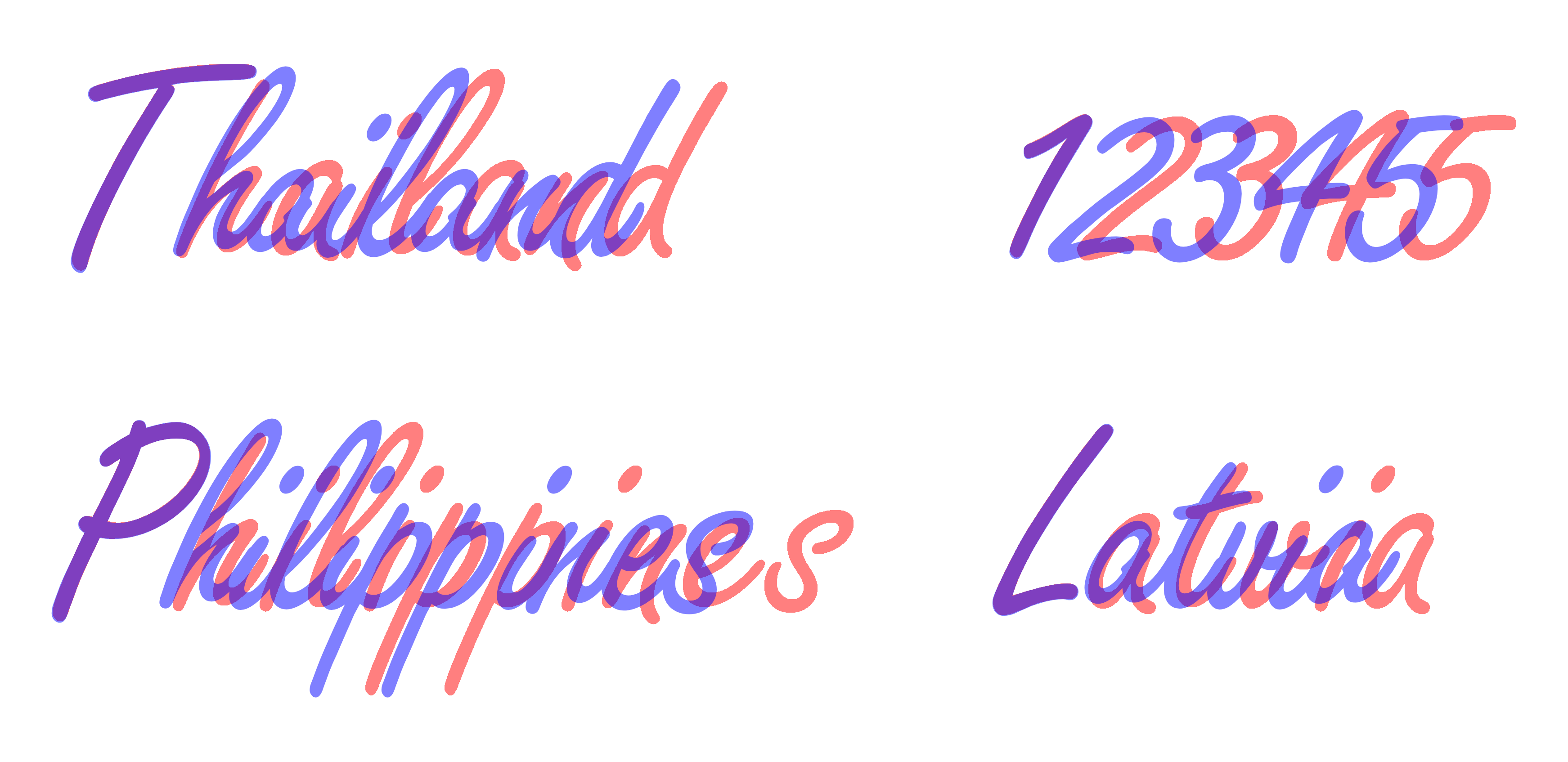
Further samples of comparison
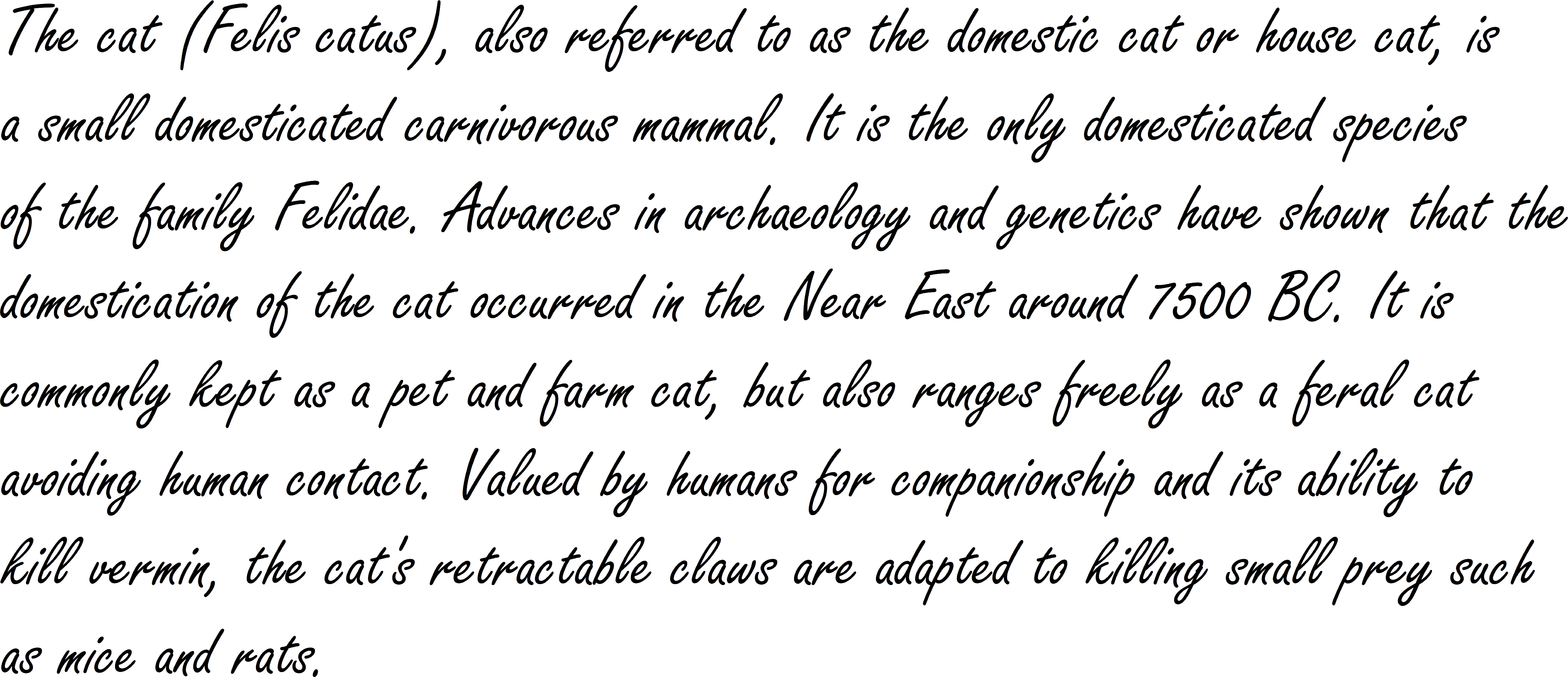
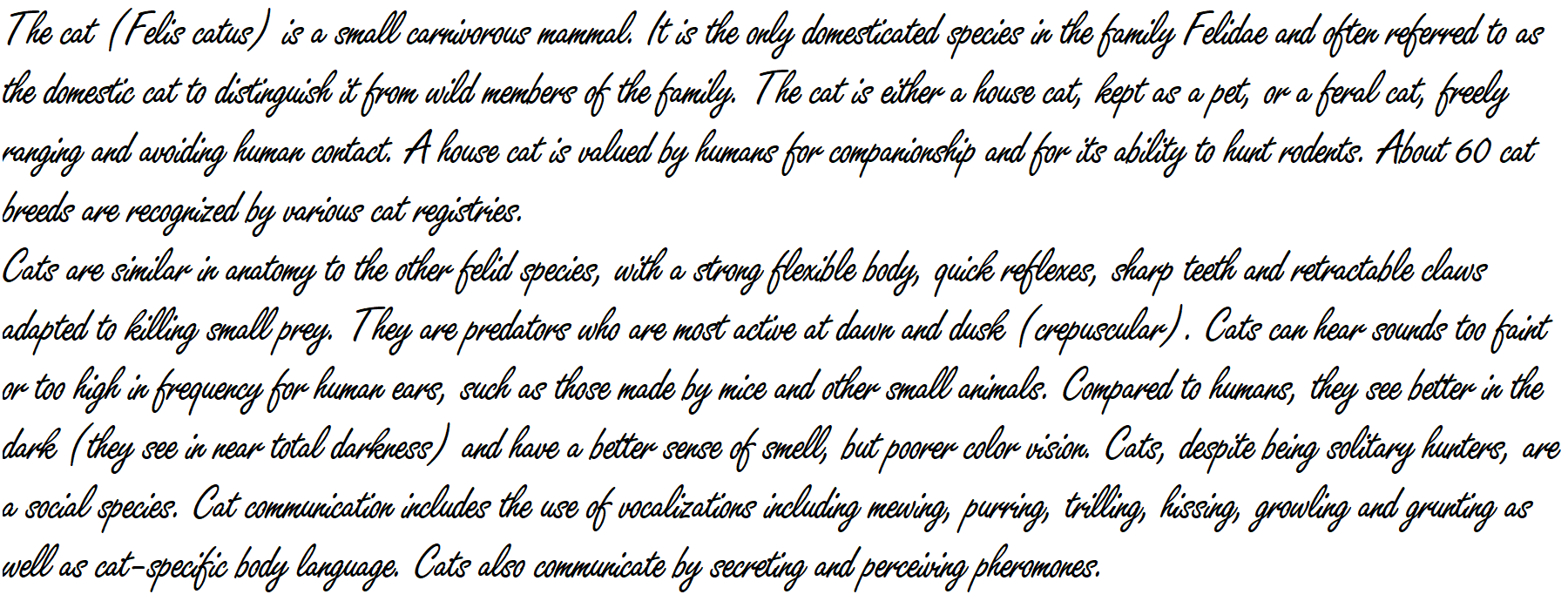